# Marit Steunenberg
Marit Steunenberg (23 februari 1998) is een Nederlands langebaanschaatsster.
In 2017 startte zij op de KNSB Cup, en in 2019 reed zij op het NK Allround.

## Records

### Persoonlijke records[2]
| Afstand    | Tijd    | Datum           | Baan       |
| ---------- | ------- | --------------- | ---------- |
| 500 meter  | 40,10   | 26 januari 2019 | Heerenveen |
| 1000 meter | 1.19,54 | 19 januari 2019 | Heerenveen |
| 1500 meter | 1.59,46 | 27 januari 2019 | Heerenveen |
| 3000 meter | 4.22,40 | 26 januari 2019 | Heerenveen |
| 5000 meter | 8.05,82 | 9 december 2018 | Groningen  |